# OKAWARI
OKAWARI（おかわり）は、日本の漫画家。

## 人物
数年以上に渡り活躍している作家の一人だが体調を崩しているようで2022年には2回緊急入院した。

## 作品リスト
- 『のぞき団地』
- 『こじらせて30歳処女』
- 『恋ごころー肉欲強化ー』2023年1月6日 ISBN 978-4-86537724-8
- 『妄想手淫少女』2021年6月5日 ISBN 978-4-86537706-4
- 『OL達は妄想中』2021年2月22日 ISBN 978-4-84585711-1
- 『寝取り願望』2018年4月27日 ISBN 978-4-86653174-8
- 『美人な義母と強気なクラスメート』 2017年10月5日 ISBN 978-4-86349227-1
- 『オトナになる薬』 2017日10月5日 ISBN 978-4-79641065-6
- 『淫乱で清純』2015年10月5日 ISBN 978-4-79640780-9
- 『快楽学園』2015年3月27日 ISBN 978-4-86349483-1
- 『ストロベリー・ファクトリー』 2010年4月16日 ISBN 978-4-86349143-4
- 『シークレットヘブン』 2006年12月22日 ISBN 978-4-34480891-1
- 『女の子?』 初回限定版 2006年10月24日 ISBN 978-4-87182876-5
- 『恋愛隷属』 2005年10月25日 ISBN 978-4-89421650-1
- 『パニックプラス α』2002年9月1日 ISBN 978-4-88653747-8
- 『屈折』 2001年11月1日 ISBN 978-4-87182475-0
- 『ISANE -BREAK AWAY-』 1999年12月1日 ISBN 978-4-89421359-3